# Indicatif téléphonique international
Un indicatif téléphonique international (aussi appelé indicatif international, indicatif téléphonique par pays et indicatif par pays ; en anglais country calling codes ou calling code) est un préfixe téléphonique utilisé dans les numéros de téléphone des pays ou des régions membres de l'Union internationale des télécommunications. L'indicatif indique le pays où se trouve le propriétaire du numéro. Les indicatifs internationaux sont définis par l'UIT-T (la section de l'Union internationale des télécommunications définissant les standards de télécommunications) dans les normes E.123 et E.164. Les préfixes permettent la composition directe internationale.
L'indicatif téléphonique international doit être composé seulement lorsque le numéro de destination est dans un pays différent du pays à partir duquel l'appel est effectué. L'indicatif téléphonique international doit être composé avant le numéro de téléphone national. Par convention, les indicatifs téléphoniques internationaux sont indiqués en préfixant l'indicatif par un signe plus (+). Lors de la composition d'un numéro de téléphone international, l'appelant doit remplacer le signe plus (+) par un préfixe d'appel international (en). Le préfixe d'appel international est 011 dans les pays utilisant le Plan de numérotation nord-américain alors qu'il est 00 dans la plupart des pays européens.
Par exemple, une personne située au Canada qui veut appeler quelqu'un en Afrique du Sud doit ajouter 01127 avant le numéro de téléphone de son correspondant. Dans l'exemple précédent, 011 est le préfixe d'appel international et 27 est l'indicatif téléphonique international de l'Afrique du Sud.

## Accès à l'étranger
Pour appeler un numéro de téléphone international (extérieur au pays où on se trouve), il faut faire précéder l'indicatif international du pays appelé par un préfixe d'appel international (un code d’accès vers l'étranger). Ce préfixe diffère selon le pays d’appel dans lequel le terminal téléphonique (fixe ou mobile) est utilisé :
- Depuis la majorité des pays, le préfixe d'appel international vers l'étranger est le « 00 » (qui est le préfixe recommandé par l'Union internationale des télécommunications). Par exemple, pour appeler en Hongrie (dont l’indicatif international est +36) depuis la France, il faut composer un numéro du type « 0036######### ». Jusqu'en 1996, la France utilisait à cette fin le « 19 ».
- Depuis les États-Unis, le Canada ou un pays de la zone 1 (Amérique du Nord et Caraïbes), le préfixe d'appel international qui doit être composé est le « 011 ».
- En Israël, le préfixe d'appel international est « 013 ».
- D'autres séquences sont utilisées en Russie et dans les pays de l’ex-URSS, typiquement le « 90 ».

## Téléphones mobiles et intelligents
Avec certains téléphones mobiles et smartphones, il est possible d’entrer le symbole « + » à la place de la séquence d’accès international, soit en tapant directement sur la touche « + », soit en maintenant la touche « 0 » appuyée plus longtemps avant de composer l'indicatif international et le numéro du destinataire. Mais à partir d’un poste fixe, le « + » n'est généralement pas accessible, il faut alors taper à la main le préfixe d'appel international suivi de l'indicatif du pays appelé.

## Listes des indicatifs téléphoniques internationaux
- Liste des indicatifs téléphoniques internationaux par pays
- Liste des indicatifs téléphoniques internationaux par indicatif